# 김희구
김희구(金喜久, 1927년 11월 14일 ~ 1945년 3월 17일)는 일제 강점기의 독립운동가이다.  
아명(兒名)은 김희라(金熙羅, 1927년에서 1929년까지 사용.)이며 개명(改名) 前 이름은 김계원(金溪源, 1929년에서 1932년까지 사용.)이며 1932년 김희구(金喜久)로 개명(改名)하였다. 호(號) 산남(山南)·동항(東港).

## 생애
경상남도 통영(慶尙南道 統營)에서 출생한 그는 경상남도 마산고등보통학교 3년 재학 중이던 1942년에 마산고등보통학교 동기 동급생 조우식(曺友植) 등과 함께 일제 식민 교육 정책을 비판하고 항일 투쟁을 전개하기로 결의하여 이들은 국제 정세를 관망하면서 일제의 패망을 예견하고 다가온 독립에 대비하기 위해 우선 동지 포섭에 힘을 쏟았다. 그리고 항일 투쟁을 조직화하기 위해 1943년 겨울에 항일 비밀 결사 경남학생건국위원회(慶南學生建國委員會)를 조직하였다. 이 단체는 연합군 측에 정보를 제공한다는 계획 아래 일본 해군 요새지인 경상남도 마산·경상남도 진해 방면의 군사 시설을 탐지하는 등 항일 독립 운동 관련 활동을 전개했다.
다른 일편 그는 경상남도 김해고등농림학교에 재학 중이던 경상남도 통영 향리 동향 친우 강부근과 뜻을 모아 경상남도 김해고등농림학교 학생들을 동지로 포섭하고 경남학생건국위원회 자체의 본격 조직을 결성하였다. 그런데 1944년 6월에 김해농업학교의 조직이 일경에 발각됨으로써 동 조직의 전모가 드러나게 되었다.
이로써 그는 1944년 7월에 일경에게 전격 피체되었으며, 1944년 8월 4일을 기하여 퇴학 조치 처분을 받았다. 그 후 1944년 11월에 부산지방법원에서 소위 치안유지법 및 임시보안령 위반으로 징역 단기 2년, 장기 4년형을 언도받고 인천소년형무소에서 옥고를 치르던 중 일경의 혹독한 고문으로 인하여 1945년 3월 7일에 옥중에서 순국하였다.

## 사후
대한민국 정부에서는 선생의 공훈을 기리고자 1977년 대한민국 대통령 표창장을, 1991년 대한민국 건국훈장 애국장을 각각 추서하였으며 1998년 5월 11일을 기하여 그의 유해가 경상남도 통영 향리에서 대전국립현충원으로 이장되었다. 